# Championnats du monde de patinage artistique 1955
Navigation
Mondiaux 1954 Mondiaux 1956
Les championnats du monde de patinage artistique 1955 ont lieu du 15 au 18 février 1955 à la patinoire extérieure de Vienne en Autriche.  
L'américain Ronald Robertson réalise le premier triple salchow en compétition.

## Qualifications
Les patineurs sont éligibles à l'épreuve s'ils représentent une nation membre de l'Union internationale de patinage (International Skating Union en anglais). Les fédérations nationales sélectionnent leurs patineurs en fonction de leurs propres critères.
L'Union internationale de patinage autorise chaque pays à avoir de une à quatre inscriptions par discipline. 

## Podiums
| Épreuves                            | Or                             | Argent                      | Bronze                             |
| ----------------------------------- | ------------------------------ | --------------------------- | ---------------------------------- |
| Messieurs résultats détaillés       | Hayes Alan Jenkins             | Ronald Robertson            | David Jenkins                      |
| Dames résultats détaillés           | Tenley Albright                | Carol Heiss                 | Hanna Eigel                        |
| Couples résultats détaillés         | Frances Dafoe / Norris Bowden  | Sissy Schwarz / Kurt Oppelt | Marianna Nagy / László Nagy        |
| Danse sur glace résultats détaillés | Jean Westwood / Lawrence Demmy | Pamela Weight / Paul Thomas | Barbara Radford / Raymond Lockwood |

## Tableau des médailles
| Rang  | Nation      | Or | Argent | Bronze | Total |
| ----- | ----------- | -- | ------ | ------ | ----- |
| 1     | États-Unis  | 2  | 2      | 1      | 5     |
| 2     | Royaume-Uni | 1  | 1      | 1      | 3     |
| 3     | Canada      | 1  | 0      | 0      | 1     |
| 4     | Autriche    | 0  | 1      | 1      | 2     |
| 5     | Hongrie     | 0  | 0      | 1      | 1     |
| Total | Total       | 4  | 4      | 4      | 12    |

## Détails des compétitions

### Messieurs
| Rang | Nom                | Nation               | Places | Points | Fig. impo. | Prog. libre |
| ---- | ------------------ | -------------------- | ------ | ------ | ---------- | ----------- |
| 1    | Hayes Alan Jenkins | États-Unis           | 11     |        |            |             |
| 2    | Ronald Robertson   | États-Unis           | 16     |        |            |             |
| 3    | David Jenkins      | États-Unis           | 28     |        |            |             |
| 4    | Alain Giletti      | France               | 37     |        |            |             |
| 5    | Karol Divín        | Tchécoslovaquie      | 58     |        |            |             |
| 6    | Michael Booker     | Royaume-Uni          | 58     |        |            |             |
| 7    | Norbert Felsinger  | Autriche             | 60     |        |            |             |
| 8    | Charles Snelling   | Canada               | 69     |        |            |             |
| 9    | Alain Calmat       | France               | 79     |        |            |             |
| 10   | Hugh Graham        | Royaume-Uni          | 79     |        |            |             |
| 11   | István Szenes      | Hongrie              | 103    |        |            |             |
| 12   | Hans Müller        | Suisse               | 114    |        |            |             |
| 13   | Tilo Gutzeit       | Allemagne de l'Ouest | 114    |        |            |             |
| 14   | Brian Edward Tuck  | Royaume-Uni          | 119    |        |            |             |

### Dames
| Rang    | Nom                 | Nation               | Places | Points | Fig. impo. | Prog. libre |
| ------- | ------------------- | -------------------- | ------ | ------ | ---------- | ----------- |
| 1       | Tenley Albright     | États-Unis           | 9      | 190.96 |            |             |
| 2       | Carol Heiss         | États-Unis           | 28     | 180.31 |            |             |
| 3       | Hanna Eigel         | Autriche             | 29     | 179.78 |            |             |
| 4       | Ingrid Wendl        | Autriche             | 41     | 178.46 |            |             |
| 5       | Erica Batchelor     | Royaume-Uni          | 43     | 177.56 |            |             |
| 6       | Carole Jane Pachl   | Canada               | 58     | 175.16 |            |             |
| 7       | Patricia Firth      | États-Unis           | 59     | 174.49 |            |             |
| 8       | Yvonne Sugden       | Royaume-Uni          | 64     | 174.59 |            |             |
| 9       | Ann Johnston        | Canada               | 77     | 172.51 |            |             |
| 10      | Catherine Machado   | États-Unis           | 87     | 169.43 |            |             |
| 11      | Rosi Pettinger      | Allemagne de l'Ouest | 105    | 161.98 |            |             |
| 12      | Dawn Hunter         | Australie            | 121    | 158.42 |            |             |
| 13      | Ilse Musyl          | Autriche             | 129    | 157.89 |            |             |
| 14      | Dagmar Lerchová     | Tchécoslovaquie      | 126    | 157.99 |            |             |
| 15      | Joan Haanappel      | Pays-Bas             | 138    | 156.06 |            |             |
| 16      | Fiorella Negro      | Italie               | 141    | 161.98 |            |             |
| 17      | Alice Fischer       | Suisse               | 158.5  | 153.37 |            |             |
| 18      | Miroslava Nachodská | Tchécoslovaquie      | 162    | 153.03 |            |             |
| 19      | Maryvonne Huet      | France               | 162.5  | 152.54 |            |             |
| 20      | Erika Rucker        | Allemagne de l'Ouest | 175    | 150.66 |            |             |
| 21      | Sjoukje Dijkstra    | Pays-Bas             | 166    | 151.57 |            |             |
| Abandon | Hanna Walter        | Autriche             |        |        |            |             |

### Couples
| Rang | Nom                              | Nation               | Places | Points |
| ---- | -------------------------------- | -------------------- | ------ | ------ |
| 1    | Frances Dafoe / Norris Bowden    | Canada               | 17.5   | 10.88  |
| 2    | Sissy Schwarz / Kurt Oppelt      | Autriche             | 17.5   | 10.82  |
| 3    | Marianna Nagy / László Nagy      | Hongrie              | 28     | 10.57  |
| 4    | Carole Ormaca / Robin Greiner    | États-Unis           | 46     | 10.27  |
| 5    | Barbara Wagner / Robert Paul     | Canada               | 65     | 10.08  |
| 6    | Věra Suchánková / Zdeněk Doležal | Tchécoslovaquie      | 66.5   | 10.06  |
| 7    | Marika Kilius / Franz Ningel     | Allemagne de l'Ouest | 68.5   | 10.01  |
| 8    | Lucille Ash / Sully Kothmann     | États-Unis           | 70.5   | 9.96   |
| 9    | Alice Zettel / Claus Loichinger  | Allemagne de l'Ouest | 70.5   | 10.02  |
| 10   | Liesl Ellend / Konrad Lienert    | Autriche             | 83     | 9.82   |
| 11   | Eva Szőllősy / Gabor Vida        | Hongrie              | 82.5   | 9.78   |
| 12   | Vivien Higson / Robert Hudson    | Royaume-Uni          | 87.5   | 9.79   |

### Danse sur glace
| Rang | Nom                                | Nation               | Places | Points | Danses imposées | Danse libre |
| ---- | ---------------------------------- | -------------------- | ------ | ------ | --------------- | ----------- |
| 1    | Jean Westwood / Lawrence Demmy     | Royaume-Uni          | 7      | 37.09  |                 |             |
| 2    | Pamela Weight / Paul Thomas        | Royaume-Uni          | 14     | 36.52  |                 |             |
| 3    | Barbara Radford / Raymond Lockwood | Royaume-Uni          | 21     | 35.29  |                 |             |
| 4    | Carmel Bodel / Edward Bodel        | États-Unis           | 28     | 34.23  |                 |             |
| 5    | Joan Zamboni / Ronland Junso       | États-Unis           | 34     | 34.11  |                 |             |
| 6    | Phyllis Forney / Martin Forney     | États-Unis           | 43     | 33.23  |                 |             |
| 7    | Fanny Besson / Jean-Paul Guhel     | France               | 50     |        |                 |             |
| 8    | Sigrid Knacke / Günther Koch       | Allemagne de l'Ouest | 69     |        |                 |             |
| 9    | Lucia Fischer / Rudolf Zorn        | Autriche             | 69     | 31.20  |                 |             |
| 10   | Bona Giammona / Giancarlo Sioli    | Italie               | 75     |        |                 |             |
| 11   | Lindis Johnston / Jeffrey Johnston | Canada               | 77     |        |                 |             |
| 12   | Catharina Odink / Jacobus Odink    | Pays-Bas             | 84     |        |                 |             |
| 13   | Claude Weinstein / Claude Lambert  | France               | 80     |        |                 |             |
| 14   | Edith Peikert / Hans Kutschera     | Autriche             | 83     | 30.33  |                 |             |
| 15   | Luise Lehner / Georg Lenitz        | Autriche             | 104    | 28.38  |                 |             |